# Кульгавий дервіш
«Кульгавий дервіш» («Lame derviş») — радянсько-угорсько історично-біографічний художній фільм 1986 року, знятий режисерами Валерієм Ахадовим і Йожефом Кішем.

## Сюжет
У 1862 році угорський вчений Вамбері, етнограф і сходознавець, у пошуках прабатьківщини угорців здійснює подорож до Бухари. Тоді європейцям заборонялося з'являтися у місті. Однак Мірзо, посланник Бухарського еміра, допоміг мандрівникові оглянути палаци та мечеті «священної Бухари», твори стародавньої культури, відвідати книгосховище емірів, чудово розуміючи, що Заходу і Сходу необхідно шукати шляхи зближення.

## У ролях
- Дюла Бенедек — Вамбері Армін, вчений
- Ато Мухамеджанов — Мірза
- Шухрат Іргашев — Хамід
- Хабібулло Абдуразаков — караван-баши
- Абдульхайр Касимов — дервіш
- А. Джураєв — дервіш
- Ісфандієр Гулямов — дервіш
- Сайдо Курбанов — дервіш
- Мухарбек Аков — епізод
- Мукадас Насирова — епізод
- Максуд Іматшоев — Емір Музарфар
- Артик Джаллиєв — епізод
- Санат Діванов — епізод
- Іногам Адилов — епізод
- Отто Рутткаї — епізод
- Єньо Патакі — епізод
- Золтан Гера — епізод
- Ференц Неметі — епізод
- Еміль Д'юрі — епізод
- Йожеф Кепешші — епізод
- Рано Хамраєва — епізод
- Фаріда Ходжаєва — рабиня

## Знімальна група
- Режисери — Валерій Ахадов, Йожеф Кіш
- Сценаристи — Леонід Махкамов, Жужа Семеш
- Оператори — Ласло Бараньї, Тамаш Немешчаї, Ростислав Пірумов
- Композитор — Фіруз Бахор
- Художники — Володимир Салімов, Йожеф Ромварі